# Lengyelország művészete
Lengyelország művészete alatt a középkori és mai Lengyelország területének művészetét értjük.

## Festészet
Historikus tárgyú képeket festett Jan Matejko, akinek egyik legismertebb műve az 1791. május 3-i alkotmány című. Báthory Istvánról készült képe mintául szolgált a budapesti Báthory-szoborhoz. Varsóban született Tamara de Lempicka emigráns festő, aki a kubizmust és az art déco stílust ötvözte, és akinek műveiben gyakran jelennek meg katolikus szentek többek között Maurice Denis hatásaként.